# The Jester Race
The Jester Race es el segundo álbum de estudio de larga duración de la banda sueca de death metal melódico, In Flames. Fue grabado y editado en el año 1995, y publicado en el año 1996. Es el primer trabajo de la banda que presenta a Anders Fridén como vocalista y a Björn Gelotte en la baterìa. También es el primer álbum de la banda con la discográfica Nuclear Blast. Fueron publicados dos vídeos para este álbum, uno para la canción Artifacts of the Black Rain y otro para la homónima The Jester Race, siendo así los primeros vídeos musicales de la banda.
Considerado por muchos como el mejor álbum de In Flames hasta la fecha,[cita requerida] este, junto con The Gallery de Dark Tranquillity y Slaughter of the Soul de At the Gates, es considerado también como uno de los clásicos (y más representativos) dentro del estilo de Gotenburgo.

## Lista de canciones
| N.º | Título                              | Escritor(es)                   | Duración |  |
| 1.  | «Moonshield»                        | Jesper Strömblad               | 5:04     |  |
| 2.  | «The Jester's Dance» (Instrumental) | Johan Larsson, Strömblad       | 2:11     |  |
| 3.  | «Artifacts of the Black Rain»       | Björn Gelotte, Strömblad       | 3:17     |  |
| 4.  | «Graveland»                         | Glenn Ljungström, Strömblad    | 2:48     |  |
| 5.  | «Lord Hypnos»                       | Gelotte, Ljungström, Strömblad | 4:03     |  |
| 6.  | «Dead Eternity»                     | Ljungström, Strömblad          | 5:03     |  |
| 7.  | «The Jester Race»                   | Ljungström, Niklas Sundin      | 4:53     |  |
| 8.  | «December Flower»                   | Ljungström, Strömblad          | 4:12     |  |
| 9.  | «Wayfaerer» (Instrumental)          | Gelotte, Strömblad             | 4:42     |  |
| 10. | «Dead God in Me»                    | Ljungström, Strömblad          | 4:19     |  |

En el año 2002 se lanzó una reedición, añadiendo a la lista los temas del EP Black-Ash Inheritance
| 2002 and 2008 re-releases |                                |          |  |
| N.º                       | Título                         | Duración |  |
| 11.                       | «Goliaths Disarm Their Davids» | 4:55     |  |
| 12.                       | «Gyroscope»                    | 3:23     |  |
| 13.                       | «Acoustic Medley»              | 2:32     |  |
| 14.                       | «Behind Space» (live)          | 3:36     |  |

## Créditos
- Anders Fridén - voz
- Jesper Strömblad - guitarra, teclados
- Glenn Ljungström - guitarra
- Johan Larsson - bajo, voz
- Björn Gelotte - batería

Invitados
- Fredrik Nordström - teclados
- Oscar Dronjak - voz en Dead Eternity
- Kaspar Dahlqvist - teclados en Wayfaerer
- Fredrik Johansson - guitarra líder en December Flower